# Rubare alla mafia è un suicidio
Rubare alla mafia è un suicidio (Across 110th Street) è un film del 1972 diretto da Barry Shear.
Comunemente associato al genere della blaxploitation, al tempo il film ricevette invece delle critiche dallo scrittore Greil Marcus e da altri, per essere così distante dai canoni del genere.

## Trama
La 110ª strada di New York è una sorta di linea di confine tra il mondo dei bianchi di Manhattan e quello dei neri di Harlem; qui tre afroamericani compiono una rapina a mano amata a danno di due mafiosi italoamericani e tre malavitosi neri in combutta, derubandoli di 300.000 dollari e finendo per assassinarli; nella fuga uccidono anche due agenti della polizia. Da qui inizia una parallela, spietata e violenta caccia ai colpevoli; la polizia, guidata dal vecchio capitano Frank Martelli e dal neo tenente William Pope da una parte, la banda del mafioso italoamericano Nick D'Salvio da un'altra e quella del gangster afroamericano Doc Johnson da un'altra ancora. Si concluderà sui tetti di Harlem con un bagno di sangue.

## Produzione
La parte del capitano Martelli, interpretata da Anthony Quinn, venne in precedenza offerta a John Wayne, a Burt Lancaster e a Kirk Douglas; tutti e tre rifiutarono.
Gli esterni vennero girati a New York, prevalentemente nei quartieri di Harlem e a Little Italy, mentre alcuni interni negli stabilimenti di Burbank in California.

## Colonna sonora
Il tema principale del film, cantato da Bobby Womack fu apprezzato dagli spettatori e nel 1973 raggiunse la 19ª posizione nel Billboard Top Black Singles chart. In seguito il brano fu ripreso citato da Quentin Tarantino in Jackie Brown e da Ridley Scott in American Gangster,. Quentin Tarantino si è ispirato al film anche per alcune scene violente: D'Salvio tortura Jackson (Antonio Fargas) in una casa chiusa di Harlem, scena che poi venne presa come spunto per l'episodio L'orologio d'oro di Pulp Fiction.
1. Across 110th Street, scritta da Bobby Womack e J. J. Johnson, eseguita da Bobby Womack
2. Harlem Clavinette, eseguita da Bobby Womack
3. If You Don't Want My Love, scritta ed eseguita da Bobby Womack
4. Hang On In There (instrumental), eseguita da J. J. Johnson e la sua orchestra
5. Quicksand, scritta ed eseguita da Bobby Womack
6. Harlem Love Theme, eseguita da J. J. Johnson e la sua orchestra
7. Across 110th Street (instrumental), eseguita da J. J. Johnson e la sua orchestra
8. Do It Right, scritta ed eseguita da Bobby Womack
9. Hang On In There, scritta ed eseguita da Bobby Womack
10. If You Don't Want My Love (instrumental), eseguita da J. J. Johnson e la sua orchestra
11. Across 110th Street – Part II, eseguita da Bobby Womack

## Distribuzione
Il film venne distribuito nelle sale statunitensi il 19 dicembre 1972.
In Italia uscì nel marzo 1973 col divieto di visione ai minori di 18 anni "in quanto il film stesso contiene scene di violenza esasperata al di là di ogni immaginazione assolutamente controindicate alla sensibilità dell'età evolutiva dei predetti minori"; in una nuova revisione del luglio 1986 la commissione esaminatrice riduce il divieto ai minori di 14 anni "in quanto le scene di violenza sono prive di compiacimento, sufficientemente contenuto e temperato da scene in cui sono messi in evidenza calori umani e affettivi"; in questa edizione vennero eliminati 3 metri di pellicola; infine, nel dicembre 1997 un'ultima revisione elimina qualunque divieto di visione "in considerazione dei tagli apportati alla trama e del lungo tempo trascorso sempre dalla prima edizione del film"; da quest'ultima revisione vennero eliminati altri 82 metri di pellicola.

## Critica
(Salvatore Piscicelli)
(Achille Valdata)
(Massimo Bertarelli)
(Il Morandini)